# Stevenia maetoica
Stevenia maetoica är en tvåvingeart som beskrevs av Belanovsky 1951. Stevenia maetoica ingår i släktet Stevenia och familjen gråsuggeflugor.
Artens utbredningsområde är Ukraina. Inga underarter finns listade i Catalogue of Life.